# 그리스와 덴마크의 왕자 니콜라오스 (1969년)
그리스와 덴마크의 왕자 니콜라오스(그리스어: Νικόλαος, 1969년 10월 1일 ~ )는 그리스의 선왕 콘스탄티노스 2세와 그리스 왕비 아네마리의 차남이다.